# Львиная доля (фильм, 1971)
«Льви́ная до́ля» (фр. La Part Des Lions) — криминальная драма режиссёра Джина Ларриаги, выпущенная в 1971 году.

## Сюжет
Писатель Эрик всё больше и больше недоволен своей жизнью. Доходит даже до того, что он отказывается от выигранной награды. Но тут его друг детства Морис, профессиональный грабитель — взломщик сейфов, приглашает Эрика поучаствовать в следующем своём ограблении в качестве человека, главная задача которого — спланировать это самое ограбление.

## В ролях
- Робер Оссейн — Морис
- Шарль Азнавур — Эрик
- Мишель Константен — инспектор Мишел Грацци
- Раймон Пеллегрен — Маркати
- Робер Фавар —